# Файт Гарлан
Файт Гарлан (нім. Veit Harlan, 22 вересня 1899, Берлін — 13 квітня 1964, Капрі) — німецький актор, режисер театру і кіно.

## Життєпис
Файт Гарлан народився 22 вересня 1899 року в Берліні у сім'ї письменника і драматурга Вальтера Гарлана (1867—1931). Ще будучи учнем реальної гімназії, Гарлан виступав статистом на сцені Німецького театру і Камерного театру. Відвідував акторський семінар Макса Рейнгардта. У 1915 році отримав перші невеликі ролі, виступав асистентом кінорежисера Макса Мака. У кінці 1916 року записався добровольцем в армію, служив на Західному фронті у Франції.
У 1919 році був актором-волонтером Фольксбюне в Берліні. У 1922 році одружився з акторкою Дорою Ґерсон, працював актором у провінції. У 1924 році вступив до трупи Прусського державного театру в Берліні. Деякий час був членом соціал-демократичної партії Німеччини (СДПН). У 1926 році дебютував в кіно.
У 1929 році одружився з акторкою Гільдою Кербер. Від цього браку народилися троє дітей — кінорежисер і письменник Томас Гарлан (1929—2010), згодом активний антифашист, через що тривалий час перебував у конфліктіних стосунках з батьком, а також акторка Марія Кербер (нар. 1930) і Сюзана Кербер. Його племінниця Крістіана — дружина Стенлі Кубрика.
У 1934 році Гарлан став режисером Театру на Шиффбауердамм. У 1935 році дебютував як кінорежисер.
У 1937 році зняв вільну екранізацію драми «Перед заходом сонця» Гергарта Гауптмана — фільм «Володар» з Емілем Яннінгсом у головній ролі і як художній керівник. З цим фільмом, в сюжеті якого знайшов своє вираження принцип фюрера, Гарлан став провідним режисером Третього рейху.
У 1940 році на екрани вийшов «Єврей Зюсс» («Антисемітський фільм, який ми тільки можемо собі побажати», — записав Геббельс в щоденнику 18 серпня 1940 року), а в 1942 році — «Великий король», на той період найдорожча німецька постановка за участю 15000 статистів.
4 березня 1943 року Файт Гарлан отримав звання професора.
З дев'яти повнометражних кольорових фільмів, знятих у Німеччині до 1945 року за системою Agfacolor, чотири були поставлені Гарланом: «Золоте місто» (Die goldene Stadt, 1942), «Іммензее» (Immensee, 1943), «Жертовний шлях» (Opfergang, 1944) і «Кольберг» (Kolberg, 1945). У зйомках масових сцен пропагандистського фільму «Кольберг» брали участь військові підрозділи вермахту і Російської визвольної армії генерала Власова. Цей «тотальний фільм» про «тотальну війну» до недавнього часу залишався найдорожчою німецькою кінопостановкою.
На час закінчення Другої світової війни Гарлан знаходився в Гамбурзі. У 1947—1948 роках він анонімно ставив спектаклі, в яких грала його дружина Крістіна Зедербаум. Подана ним заявка на «денацифікацію» залишилася без розгляду. Як режисера фільму «Єврей Зюсс» Гарлан звинувачували в «злочині проти людяності». Проте на двох судових процесах — у березні-квітні 1949 року в Гамбурзі і у березні-квітні 1950 року в Берліні — суд ухвалив виправдувальний вирок.
Демонстрація його першого післявоєнного фільму «Безсмертна кохана» привела до протестів в багатьох містах ФРН. Розпочався ряд судових процесів проти гамбурзького публіциста Еріха Люта, що закликав до бойкоту фільму. Проте усе це не перешкодило Гарлану, який оселився в Мюнхені, знову зміцнити свої позиції як режисера.
Файт Гарлан, який за два місяці до смерті перейшов на католицтво, помер 13 квітня 1964 року на Капрі.

## Режисерські роботи в кіно
- 1936: Скандал у флігелі / Krach im Hinterhaus
- 1936: Втомлений Теодор / Der müde Theodor
- 1936: Фройляйн Вероника / Fräulein Veronika
- 1936: Марія, служниця / Maria, die Magd
- 1937: Крейцерова соната / Kreutzersonate
- 1937: Володар / Der Herrscher
- 1937: Мій син, пане міністр / Mein Sohn, der Herr Minister
- 1938: Юність / Jugend
- 1938: Занесені сліди / Verwehte Spuren
- 1939: Бессмертное сердце / Das unsterbliche Herz
- 1939: Поїздка в Тільзіт / Die Reise nach Tilsit
- 1940: Єврей Зюсс / Jud Süß
- 1941: повинен висіти / Pedro soll hängen
- 1942: Великий король / Der große König
- 1942: Золоте місто / Die goldene Stadt
- 1943: Іммензеє / Immensee
- 1944: Жертовний шлях / Opfergang
- 1945: Кольберг / Kolberg
- 1951: Безсмертна кохана / Unsterbliche Geliebte
- 1951: Ганна Амон / Hanna Amon
- 1953: Блакитний час / Die blaue Stunde
- 1954: Зірки над Коломбо / Sterne über Colombo
- 1954: Полонянка Магараджі / Die Gefangene des Maharadscha
- 1955: Зрада Німеччини (Справа д-ра Зорге) / Verrat an Deutschland (Der Fall Dr. Sorge)
- 1957: Інакше, ніж ти і я / Anders als du und ich
- 1958: Це було перше кохання / Es war die erste Liebe
- 1958: Кохання може бути, як отрута  / Liebe kann wie Gift sein
- 1958: Я носитиму тебе на руках / Ich werde dich auf Händen tragen
- 1962: Блондинка Магараджі / Die Blonde Frau des Maharadscha